# Браха Ліхтенберг Еттінґер
Браха Ліхтенберг Еттінгер (нар. 23 березня 1948, Тель-Авів, нині Ізраїль) — ізраїльська художниця, теоретик, філософ, психоаналітик і письменниця. З 70-х років XX століття і дотепер Еттінгер є однією з провідних інтелектуалок в авангарді сучасного французького фемінізму і феміністської психоаналітичної думки разом з Юлією Кристевою і Люс Ірігаре. Як художниця, в основному займалася живописом, малюнками, зошитами та фотографіями.
Робота Еттінгер складається в основному з олійного живопису та писання. Еттінгер, нині, вважається видатною постаттю серед французьких та ізраїльських художників. Мистецтво Еттінгер було недавно докладно проаналізовано в книзі «Жінки-художниці в Міленіумі», в «Зустрічах Грізельди Поллок» у Віртуальному феміністському музеї і в антології Катрин де Зегер «Робота жінок ніколи не завершується».
Її ідеї в області теорії культури, психоаналізу і французького фемінізму отримали визнання після публікації «Матриці і метраморфоза» (1992 р.), фрагментів з її зошитів («Мома», Оксфорд, 1993 р.) та «Матріксальний погляд» (1995 р.). За останні два десятиліття роботи Еттінгер вплинули на історію мистецтв, теорію кіно (включаючи феміністську), психоаналіз, естетику і гендерні дослідження.
Еттінгер — професор Європейської Вищої Школи в Саас-Фе, Швейцарія.

## Життя та робота
Браха Еттінгер народилася в Тель-Авіві 23 травня 1948 року.
Отримала магістерський ступінь з клінічної психології в Єврейському університеті в Єрусалимі, де працювала науковою співробітницею, а потім особистою асистенткою Амоса Тверські (1969/70, 1973/74, 1974/75) і Деніала Канемана (1970/71).
Взяла шлюб з Лоні Еттінгером в червні 1975 року і переїхала в Лондон, де з 1975 по 1979 рік навчалася і працювала в Лондонському центрі психотерапії, в клініці Тавісток і Філадельфійськії асоціації (з Р. Д. Лейнгом).
Дочка, Лану Еттінгер, народила в Лондоні [9].
В 1979 році  повернулася до Ізраїлю, працювала в лікарні Шалвата.
Малювала з раннього дитинства, є самоучкою. У перші роки уникала артсцени. У 1981 році вирішила стати професійною художницею і переїхала в Париж, де з 1981 по 2003 рік жила і працювала зі своїм партнером Джоавом Токером.
В 1988 році народила сина Ітая.
Крім живопису, графіки та фотографії, Еттінгер почала писати й отримала докторський ступінь з психоаналізу в Університеті Парижа VII ім. Д. Дідро в 1987 році, а з естетики мистецтва ― в Паризькому університеті VIII в 1996 році.
В 1987 році Еттінгер організувала сольний проєкт у Центрі Жоржа Помпіду і персональну виставку в Музеї Кале в 1988 році. У 1995 році мала персональну виставку в Музеї Ізраїлю в Єрусалимі, а в 1996 році брала участь в секції сучасного мистецтва "Зіткувшись з історією". 1933—1996 виставка в Центрі Жоржа Помпіду. У 2000 році провела ретроспективу середньовіччя в Центрі витончених мистецтв (Палац витончених мистецтв) в Брюсселі, а у 2001 році — персональну виставку в Центрі малюнка в Нью-Йорку. Поряд з роботою художницею, Еттінгер продовжувала розвиватися як  психоаналітик разом з Франсуазою Дольто, П'єром Аугланьє, П'єром Федідой і Жаком-Аленом Міллером, і стала впливовою сучасною французькою феміністкою. Приблизно в 1988 році Еттінгер розпочала проєкт «Розмова і фотографія». Її особисті зошити з мистецтва стали джерелом теоретичних формулювань, а її мистецтво надихнуло історикинь мистецтва (серед них видатна мистецтвознавиця Гризельда Поллок і міжнародна кураторка Катрин де Зегер) і філософів (таких як Жан-Франсуа Ліотар, Брайан Массумі), які присвятили кілька нарисів її живопису.
Попри те, що вона, як і раніше, перебувала переважно в Парижі, Еттінгер відвідувала професора (1997—1998 роки), а потім професора-дослідника (1999—2004 роки) з психоаналізу та естетики в Школі витончених мистецтв, історії мистецтва та культурології в Університеті Лідса. З 2001 року також відвідує професора психоаналізу й естетики в Центрі культурного аналізу, теорії та історії. Еттінгер частково повернулася до Ізраїлю у 2003 році й відтоді викладає студії в Парижі та Тель-Авіві. До 2006 року вона викладала в Академії мистецтва і дизайну "Бецалель" в Єрусалимі.

## Образотворче мистецтво
Дослідження Еттінгер стосується світла і простору, і в цьому воно випливає з робіт Моне і Ротко. Її предмети вивчення стосуються стану людини й трагедії війни, а роботи Еттінгер в цьому аспекті наслідують таких художників, як Кете Колльвіц і Франсіско Гойя. Процес малювання займає простір між фігурами й абстракцією, а її ставлення до абстракції перегукується з духовними турботами Агнес Мартін і Гільми аф Клінт. Іншим важливим предметом в її роботі є несвідоме, зокрема жіноче й материнське.
З 1981 по 1992 рік основна робота Еттінгер складалася з малюнка і змішаних матеріалів на папері, а також зошитів і книжок художниці, де поряд з теоретичними роботами й бесідами, вона малювала чорнилом. З 1992 року, крім її зошитів, більша частина її творів складається зі змішаної техніки та масляних картин, з кількома паралельними серіями, які ростуть з часом, наприклад: «Матриця — сімейний альбом», «Autistwork» і «Eurydice», з темами передачі пам'яті із покоління в покоління, особистої та історичної травми та світових воєн, погляду, світла, кольору і простору, жіночності й материнства. Між 1984—2008 роками, зображення, які вона отримує спочатку за допомогою колажів і ксероксів, абстрагуються в тривалому процесі олійного живопису, який займає кілька років.
З 2008 року по теперішній час Еттінгер працює над своїми картинами маслом прямо на полотні й знімає відеоарт зі своїми малюнками та фотографіями.

## Психоаналіз
Деякі з конкретних академічних областей діяльності Брахи Еттінгер — це феміністський психоаналіз, мистецтво, естетика, етика, погляд, сексуальні відмінності і гендерні дослідження, Жак Лакан, жіночі, ранні (в тому числі до народження) психічні враження, передматеринська і материнська суб'єктивність.
Як теоретик, Еттінгер запропонувала онтологію струноподібного транссуб'єктивного і трансективного пропускання для переосмислення людського суб'єкта. Працюючи на перетині людської суб'єктивності, жіночої сексуальності, материнської суб'єктивності, психоаналізу, мистецтва й естетики, вона зробила вагомий вклад в психоаналіз ідеї жіночо-материнської сфери, функції та структури з її символічними й уявними вимірами. Це вимір, як і символічний, сприяє етичному мисленню про відповідальність людини перед один одним і перед світом. Еттінгер є старшою клінічною психологинею і практикуючою психоаналітикинею. Для Еттінгер фройдівське ставлення до психоаналізу має вирішальне значення, оскільки воно підкреслює примарну цінність матеріалів, що виникають під час регресії.

## Інші види активності
- У 1967 році Браха Ліхтенберг Еттінгер керувала найбільшою рятувальною операцією потопаючих на Близькому Сході: корабельна аварія в Ейлаті[31].
- Еттінгер є прихильницею прав палестинців і з 2005 року активісткою організації «Лікарі за права людини в Ізраїлі».
- Еттінгер бере участь в діяльності організації як клінічна психолог, обслуговуючи палестинських пацієнтів та пацієнток в районах на окупованих палестинських територіях[32].
- Еттінгер також відома портретною фотографією, знятою в контексті розмовних проєктів. Деякі з її портретів, такі як портрети Жан-Франсуа Ліотара[33], Джойса Макдугалла, Едмона Жабеса[34], Еммануеля Левінаса[35], Робера Дуано[36] і Йешаяху Лейбовіца, з'являлися в декількох офіційних публікаціях і збірках.

## Публікації
Еттінгер є авторкою декількох книг і понад вісімдесяти психоаналітичних есе, в яких розглядаються різні естетичні, етичні, психоаналітичні та художні аспекти матриці. Вона є співавторкою томів бесіди з такими особистостями, як Еммануель Левінас, Едмон Жабес, Крейг Горсфілд, Фелікс Ґваттарі й Крістіан Болтанскі.

### Лекції та семінари
- Браха Л. Еттінгер. Натхнення, натхнення і Транспірітінг. Фрагілізація і опір в мистецтві[13]. Лекція в Де Аппель в Міському театрі, Амстердам. 10 лютого 2009 рік.
- Браха Еттінгер. Жіноче і материнське в матричному перенесенні. Лекція в університеті Пуерто-Рико, Ріо-Пьедрас, 2008 рік.
- Браха Еттінгер. На матричному прикордонному просторі. Лекція в європейській аспірантурі. 2007 рік.
- Браха Еттінгер. Психоаналіз і Естетика. Лекція в Центрі з досліджень мистецтв і гуманітарних наук. Липень 2004 рік.